# 蘇睿勇
蘇睿勇（英語：Soh Rui Yong，1991年8月6日—）是新加坡国家长跑运动员，全国马拉松纪录保持者。2017年，蘇睿勇在东南亚运动会再次夺金，成为首位连续夺得东运会冠军的新加坡男子马拉松运动员。

## 早年生活
蘇睿勇于1991年出生于新加坡。蘇睿勇的父亲蘇少峰在航空业任职，母亲鄭秀麗为兼职教师，他还有个妹妹Romaine，一家四口都是跑步健将。
蘇睿勇小时候并不喜欢跑步，足球才是他的最爱，法国传奇中场齐内丁·齐达内曾是他的童年英雄。但母亲看出他有跑步天分，也认为这项运动对孩子有益，因此鼓励他参加学校练习。蘇睿勇在莱佛士书院求学时曾连续两年获得A组个人越野赛冠军。

## 教育背景
小学毕业后，蘇睿勇升上华侨中学，之后转入莱佛士书院，然后毕业于美国俄勒冈大学，主修工商管理。他在俄勒冈大学跑步俱乐部的期间里，在宾夕法尼亚州赫尔希镇举行的2013年NIRCA Cross Country Nationals比赛中与密歇根州立大学跑步俱乐部的几位成员成为了朋友。

## 职业生涯
蘇睿勇在2015年东南亚运动会中赢得了他的第一枚马拉松金牌，并在2017年东南亚运动会再次夺得金牌。尽管他在2017年比赛的一周前差点被开除出队，他还是成为了首位连续夺得东运会冠军的新加坡男子马拉松运动员。
2017年8月，蘇睿勇因违反有关东南亚运动会期间在社交媒体上宣传个人赞助商的规定而受到新加坡奧林匹克理事會（SNOC）的正式警告，引发了争议。
2017年9月，在赢得马拉松金牌后，他反对必须将自己10,000新元的Multi-Million Dollar Award Programme（MAP）奖金的 20% 捐赠给新加坡田径协会，他表示自己是“在没有受到任何新加坡田径协会的帮助的情况下卫冕了金牌”。
2019年1月20日，蘇睿勇在2019年沙特阿美休斯顿半程马拉松赛上创造了用时66:46的半程马拉松全国新纪录，打破了莫英仁保持了3年的用时67:08的纪录。这使他成为历史上唯一一位同时保持 10,000m (31:15.95) 和半程马拉松国家纪录的新加坡人。
2019年3月17日，蘇睿勇用时2:23:42跑完首尔马拉松，打破了新加坡马拉松纪录。
2021年7月17日，在Singapore Athletics All Comers Meet 4的比赛中，蘇睿勇以用时14:44.21的成绩完成了5000米的项目，打破了莫英仁之前创下的用时14:51.09的记录。他自此成为四项全国纪录的保持者：5000米、10,000米、半程马拉松和马拉松。
2021年9月4日，蘇睿勇以6分53.18秒的成绩跑完2.4公里——这是新加坡这一项目的最快纪录。他向所有新加坡人发出以少于7分钟的成绩跑完2.4公里的挑战；任何成功的挑战者都将获得由他支付的700新元奖金和700瓶宝矿力水特。同月15日，蘇睿勇将奖金提升至1500元，并将挑战项目增加至三项：
1. 全职国民服役军人或正规军人在7分钟内完成2.4公里
2. 打破6分钟58秒内完成2.4公里辜加警察记录的辜加警察
3. 打破6分53.18秒完成2.4公里纪录的新加坡男子

这项战帖引起部分网民的不满；有网友表示，在武装部队中用7分钟跑完2.4公里是常有的事。亦有网民认为可借此机会发掘更多有潜能的运动员。

## 争议

### 刘威延事件
2015年东运会马拉松比赛期间，蘇睿勇和其他10位运动员（比赛共12名参赛者）一道，在东海岸公园赛段的一处折返点跑错了方向，而当时处在落后位置的另一选手刘威延在正确的位置折返，因此暂时上升至首位。刘威延称自己当时特意放慢速度等待其他选手追上他后才重新投入比赛，最终导致自己以排名第八的成绩完成比赛。蘇睿勇则认为自己从未看到刘威延有明显放慢过速度。2016年，刘威延因此获得国际奥委会颁发的顾拜旦公平竞争奖杯。
蘇睿勇因在2018年10月的一篇面簿帖文中重提这一旧事，而被刘威延控告他作为网络名人，尝试利用此事扩大影响力牟利，不惜诽谤自己。蘇睿勇则辩称自己是因为不满国际公平比赛委员会日前在面簿上发表了表彰刘威延的贴文才会这么做。刘威延就蘇睿勇的五项“诽谤性陈述”向他寻偿12万新元。
2021年4月，法庭判输蘇睿勇三场上诉中的两场，并令其必须向刘威延支付1万新元的费用。同年9月23日，法官再次发表判决，令他赔偿刘威延18万元。；蘇睿勇表示打算就判决向高等法院提出上诉。

## 轶事
- 2017年8月，时任社会及家庭发展部长陈川仁在发给蘇睿勇其东运会夺冠的贺函上，把他的名字写成“Rui En”，即新加坡演员卢瑞恩的英译名；部长随后在贺函上把“En”割掉，再写上“Yong”，此举在社交媒体上引发热议。蘇睿勇后来在网上澄清那是部长和他之间的一个笑话，他表示自己于2015年6月见到部长时并不认得对方是谁。作为回应，陈川仁于是开始叫他“瑞恩”，而这纯碎只是好玩，部长将其名字写错是有意而为。[23]